# Ādolfs Greble
Ādolfs Greble (10 ottobre 1902 – 30 marzo 1943) è stato un calciatore lettone, di ruolo Portiere.

## Carriera

### Club
Non si hanno notizie complete sulla sua carriera nei club.
Nel periodo 1923-1924 militava nell'LSB Riga, club che disputava la massima serie lettone. Nel biennio successivo giocò per il JKS Riga, sempre in massima serie.
Successivamente fece ritorno all'LSB Riga.

### Nazionale
Il suo esordio in nazionale è avvenuto il 14 agosto 1923 nell'amichevole contro l'Estonia.
Ha inoltre preso parte alla spedizione lettone ai giochi olimpici di Parigi 1924, senza scendere in campo.
Ha disputato in tutto sette partite con la nazionale, subendo 8 reti.

## Statistiche

### Cronologia presenze e reti in nazionale
| Cronologia completa delle presenze e delle reti in nazionale ― Lettonia | Cronologia completa delle presenze e delle reti in nazionale ― Lettonia | Cronologia completa delle presenze e delle reti in nazionale ― Lettonia | Cronologia completa delle presenze e delle reti in nazionale ― Lettonia | Cronologia completa delle presenze e delle reti in nazionale ― Lettonia | Cronologia completa delle presenze e delle reti in nazionale ― Lettonia | Cronologia completa delle presenze e delle reti in nazionale ― Lettonia | Cronologia completa delle presenze e delle reti in nazionale ― Lettonia |
| Data                                                                    | Città                                                                   | In casa                                                                 | Risultato                                                               | Ospiti                                                                  | Competizione                                                            | Reti                                                                    | Note                                                                    |
| ----------------------------------------------------------------------- | ----------------------------------------------------------------------- | ----------------------------------------------------------------------- | ----------------------------------------------------------------------- | ----------------------------------------------------------------------- | ----------------------------------------------------------------------- | ----------------------------------------------------------------------- | ----------------------------------------------------------------------- |
| 24-7-1923                                                               | Tallinn                                                                 | Estonia                                                                 | 1 – 1                                                                   | Lettonia                                                                | Amichevole                                                              | -1                                                                      |                                                                         |
| 14-8-1924                                                               | Riga                                                                    | Lettonia                                                                | 0 – 2                                                                   | Finlandia                                                               | Amichevole                                                              | -2                                                                      |                                                                         |
| 26-8-1925                                                               | Tallinn                                                                 | Estonia                                                                 | 2 – 2                                                                   | Lettonia                                                                | Amichevole                                                              | -1                                                                      | 85’                                                                     |
| 29-5-1927                                                               | Stoccolma                                                               | Svezia                                                                  | 12 – 0                                                                  | Lettonia                                                                | Amichevole                                                              | -                                                                       | 85’                                                                     |
| 23-9-1928                                                               | Riga                                                                    | Lettonia                                                                | 1 – 1                                                                   | Estonia                                                                 | Amichevole                                                              | -1                                                                      |                                                                         |
| 14-8-1929                                                               | Riga                                                                    | Lettonia                                                                | 3 – 1                                                                   | Lituania                                                                | Coppa del Baltico 1929                                                  | -1                                                                      |                                                                         |
| 15-8-1929                                                               | Riga                                                                    | Lettonia                                                                | 2 – 2                                                                   | Estonia                                                                 | Coppa del Baltico 1929                                                  | -2                                                                      |                                                                         |
| Totale                                                                  |                                                                         | Presenze                                                                | 7                                                                       |                                                                         | Reti                                                                    | -8                                                                      |                                                                         |